# Apor nemzetség
Az Apor nemzetség névadó őse Apor vezér volt. A nemzetség ősi birtoka Tolnamegyében, a mai Pálfa helyén álló Apor nevű monostoros falu volt. Az egykori oklevelek a tatárjárás előtt említik először a nemzetséget, mikor annak Sámson nevű tagja, akit a nádori helytartó - károkozásai miatt - Váradra küldött tűzespróbára, Sámson azonban nem vállalva a tüzespróbát inkább mindent teljesített, amit kértek tőle.
1253-ban ugyancsak említik az Apor nemzetség egy Aba nevű tagját, aki a Pest mellé eső Uj-Jenő nevű birtokot követelte, mint anyósa hozományát, azonban a pert elvesztette.
A fellelhető többi Árpád-kori adatok e nemzetség birtokait Győr megyében, Győrtől keletre tüntetik fel: Tápány, Pannonhalmától keletre, valamint Urukang (Szentivány) szerepelt e nemzetség birtokaiként a Váradi regestrum és a Győri káptalan okleveleiben.
1269-ben 4 Apor nemzetségbeli: Lénárd fia Sike,
Érne, Pós (Puus) és Velpech a turóczi préposttal pereskedtek Győr megyei Győrtől délre és Barátiban lakó vincellért követelve vissza a túróczi préposttól.
A következő évszázad adatai pedig már csak a Tolna megyei ágról beszélnek.
Az Apor nemzetség Tolna megyei ágából származó ismert hét Apor (Apary) nevet viselő:
- I. ág:

- Walprech ága, kinek fia I. Pál(1325-1337). Pál fia I. Miklós volt (1335-1342). I. Miklós három fia: IV. János, IV. Pál (1335) és Máté (1335) voltak.
- II. ág:

- Márton ága. Márton fia II. Pál (1336)
- III. ág:

- II. Lukács ága. Ennek fia I. János. János két fia: III. Pál (1336-1342), valamint Mihály (1336-1342)
- IV. ág:

- Mikocsa ága, ennek fia II. János (1336)
- V. ág:

- Péter ága, kinek két fia volt: II. Miklós (1342-1344) és III. János (1344)
- VI. ág:

- István ága, kinek fia Fülöp (1335-1342)
VII. ág:
- Peterke ága, ennek fia Dénes, kitől származott Og. V. János (1347) királyi apród.
A felsoroltak közül azonban csak IV. Jánosról és Fülöpől maradt följegyezve, hogy Tolna megyében királyi emberek voltak és Dénes fia V. Jánosról, hogy királyi apród volt. A többiek valószínűleg birtokaik védelmével, eladásával, vagy
perlekedéssel foglalkoznak.
A nemzetség monostora azonban nem a mai Aparon, hanem Pálfa határán feküdt Aporon, Vájta szomszédságában állt és a pécsi egyházmegyében nagyon elterjedt Ágoston-rendi (karinges) szerzeteskanonokoké volt. Egyházát a Boldogságos
Szűz tiszteletére szentelték fel, annak gazdagságát jelzi az is, hogy itt lakott az Ágoston-rendi szerzeteskanonokok magyarországi fejedelme.